# هود (اسم)
هود هو اسم علم مذكر من أصل عربي، ومعناه هو موضوع، يسمى به على اسم النبي هود بن عبد الله حفيد نوح  والذي أرسله الله إلى قومه عاد ففسقواقال تعالى: ﴿ألا إن عادًا كفروا ربهم ألا بعدًا لعادٍ قوم هودٍ﴾ [هود 60].

## شخصيات تحمل الاسم
- هود زورداني (لاعب جودو جزائري، 17 أكتوبر 1993 – )

## شخصيات خيالية تحمل الاسم
- هودي جونز

## وصلات خارجية
- موسوعة السلطان قابوس لأسماء العرب